# Cordey

Cordey este o comună în departamentul Calvados, Franța. În 1 ianuarie 2022 avea o populație de 153 de locuitori.